# Hard Wired
Hard Wired è un album in studio del gruppo musicale canadese Front Line Assembly, pubblicato nel 1995.

## Tracce
Testi e musiche di Bill Leeb e Rhys Fulber.
1. Neologic Spasm – 5:51
2. Paralyzed – 5:30
3. Re-Birth – 5:19
4. Circuitry – 5:55
5. Mortal (Instrumental) – 5:42
6. Modus Operandi – 5:47
7. Transparent Species – 7:15
8. Barcode – 6:11
9. Condemned – 5:51
10. Infra Red Combat – 8:49

## Formazione
Front Line Assembly
- Bill Leeb – programmazioni, voce, elettronica
- Rhys Fulber – programmazioni, elettronica

Altri musicisti
- Devin Townsend – chitarra elettrica